# Hitman 2: Silent Assassin
Hitman 2: Silent Assassin là một game hành động lén lút do hãng IO Interactive phát triển và Eidos Interactive phát hành cho Microsoft Windows, PlayStation 2, Xbox và GameCube. Đây là phần thứ hai trong dòng game Hitman và là phần tiếp theo Hitman: Codename 47. Trò chơi đã được phát hành lại cho Windows thông qua dịch vụ phân phối trực tuyến Steam và sau đó là phiên bản miễn phí DRM sẵn có qua GOG.com. Là một thành công thương mại, trò chơi đã bán được hơn 3,7 triệu bản kể từ ngày 23 tháng 4 năm 2009 và là tựa game Hitman bán chạy nhất cho đến nay.

## Cốt truyện
Game bắt đầu với một cuộc trò chuyện giữa hai người đàn ông ở cảng Rotterdam, Hà Lan. Họ đi đến một phòng thí nghiệm từ xa do bác sĩ Ort-Meyer điều hành, phát hiện ra những thi thể bên trong. Xem lại cảnh quay từ camera an ninh cho thấy một người đàn ông mặc bộ vest màu đen đang ra tay giết chết một số vệ sĩ và hộ lý. Nhận ra người đàn ông đó chính là Đặc vụ 47, một tên trong bọn họ đã quyết định thuê mướn anh ta.
Do tất cả các bằng chứng về sự tồn tại của mình đã bị xóa sạch, 47 quyết định từ bỏ thân phận của một kẻ giết mướn và lui về ở ẩn trong một nhà thờ Sicilia thuộc sở hữu của Cha Emilio Vittorio, đảm nhận công việc làm vườn khiêm tốn. Một ngày kia, 47 đồng ý tham gia nghe lời xưng tội của Vittorio, nhằm tìm kiếm sự cứu rỗi. Không lâu sau đó, một chiếc xe hơi đến chỗ nhà thờ và Vittorio bị những kẻ lạ mặt lôi đi. Thay vào đó, nhóm này đã bắt cóc ông và để lại một tờ giấy đòi số tiền chuộc là 500.000 USD. Không thể trả nổi một số tiền lớn đến như vậy, 47 liền liên lạc với ICA (International Contract Agency) và đồng ý thực hiện hợp đồng giết mướn để đổi lấy thông tin về nơi chốn của Vittorio. Anh ta nhận được thông tin từ Agency rằng Vittorio đã bị đưa đến một phòng giam ở tầng hầm tại Villa Borghese, nơi ẩn náu của bọn Mafia địa phương.
47 xâm nhập vào tận Villa Borghese và giết chết mục tiêu của mình, nhưng không tìm được Vittorio; sau đó, anh ta ăn cắp một chiếc xe hơi và bỏ trốn. Để trả nợ cho Agency, 47 chấp nhận làm một số phi vụ tại Nga. Sau khi hoàn thành công việc, anh ta thương lượng một hợp đồng với chủ nhân của mình nhằm mục đích tăng lương và bất kỳ thông tin nào về Vittorio. Cuối cùng, anh đành bỏ cuộc tìm kiếm, tin rằng bạn mình đã chết. Trở lại nghề nghiệp như trước đây, 47 đã thực hiện một số lần "tái xuất giang hồ" ở các quốc gia như Nga, Nhật, Afghanistan, Malaysia và Ấn Độ, gây ra không ít nỗi kinh hoàng cho những đối tượng nơi đây.
Sau cùng, 47 mới biết được rằng vụ bắt cóc Vittorio chỉ là một tro dàn dựng tinh vi của Sergei, anh trai của một trong năm người cha của 47, nhằm dụ anh xuất đầu lộ diện mà thôi. 47 cũng biết rằng tất cả các mục tiêu của anh từ trước tới nay đều là những cá nhân có liên quan đến việc bán đầu đạn hạt nhân cho băng đảng của Sergei, và các món đồ mà đôi lúc anh được lệnh phái tìm mọi cách "lấy lại" cho bằng được là những thành phần của hai tên lửa hạt nhân bổ sung. Các đầu đạn có phần mềm chữ ký chính có thể ngụy trang chúng dưới dạng sản phẩm xuất xứ từ Mỹ, do đó mới qua mặt hệ được thống phòng thủ tên lửa của Mỹ. Sergei, kẻ dự tính bán số tên lửa đó, cần phải loại bỏ tất cả những ai tham gia vào thỏa thuận này, và do đó đã cố tình sắp xếp cho 47 thực hiện các phi vụ này. Biết rõ chân tướng sự việc, 47 vội đuổi theo Sergei, vì hắn đã bắt Cha Vittorio làm con tin bên trong nhà thờ của ông.
Sau một trận kịch chiến, 47 đã kết liễu Sergei và đàn em của hắn, và giải thoát cho Vittorio. Vittorio bèn tặng 47 đôi bông tai của mình và cầu xin anh ta từ bỏ con đường bạo lực và chết chóc của mình. 47 quyết định rằng anh không có khả năng tìm thấy sự bình an nội tâm và bỏ lại đôi bông tai ngay trước cửa nhà thờ, chính thức quay trở lại ICA.

## Lối chơi

Một cảnh chơi trong game cho thấy 47 đã hạ gục một tên lính canh và hiện đang mặc quần áo của hắn để tránh bị đồng bọn phát hiện.

Trong Hitman 2, người chơi vào vai một sát thủ được gọi là Đặc vụ 47. Các nhiệm vụ liên quan đến giết mướn. Trò chơi cho phép người chơi thử chọn lối chơi riêng của mình. Game có lối chơi theo nhiệm vụ. Ở mỗi màn, nhân vật chính với mật danh 47, sẽ được giao hoàn thành hàng loạt mục tiêu cụ thể. Hầu hết các màn đều yêu cầu ám sát một hoặc nhiều người. Tuy nhiên, làm thế nào để hoàn thành được nhiệm vụ còn phụ thuộc vào hành động của người chơi, và gần như luôn luôn có một số cách để hoàn thành nhiệm vụ. Thay vì chỉ đơn giản là chạy và bắn là qua màn, người chơi có thể đặt bẫy, như đầu độc đồ ăn thức uống, thủ tiêu đối tượng trong im lặng. Một số nhiệm vụ còn có khả năng ám sát duy nhất trong màn đó.
47 có thể tìm thấy đồ cải trang hoặc gỡ bỏ chúng khỏi kẻ địch đang bị bất tỉnh để hòa hợp với môi trường xung quanh và tiếp cận các khu vực hạn chế. Điều này diễn ra với hệ thống "khả nghi"; một thanh bên cạnh cột máu của HUD cho thấy mức độ nghi ngờ tới 47. Có nhiều cách để kết hợp hiệu quả hơn; ví dụ, người chơi có thể bảo đảm mang một khẩu AK-47 trong khi cải trang thành một anh lính Nga. Mặc dù việc sử dụng đồng phục, lại gần đồng đội hơn sẽ làm tăng độ nghi ngờ vì họ sẽ có cơ hội kiểm tra 47 kỹ hơn. Ngoài ra, chạy nhảy và leo trèo ở những nơi bị hạn chế cũng là những cách khác để thu hút sự chú ý của địch. Tuy vậy, việc che đậy của 47 có thể bị lộ nếu mức độ nghi ngờ quá cao và việc ngụy trang sẽ không còn hữu dụng được nữa. Người chơi có thể chuyển đổi giữa nhiều bộ đồ cải trang trong suốt màn chơi.
Hitman 2 cũng sử dụng khái niệm về hệ thống xếp hạng sau khi làm nhiệm vụ, trong đó người chơi được đưa ra một trạng thái dựa trên cách họ hoàn thành nhiệm vụ, từ dạng hành động lén lút quá lộ liễu, cho đến hạng "Silent Assassin", người chơi hành động lén lút hoàn thành màn chơi mà không bị chú ý và chỉ giết chết hai người không phải mục tiêu, trừ mục tiêu dự định, và "Mass Murderer", kiểu chơi giết hết tất cả mọi người. Trò chơi trao cho người chơi giải thưởng về tư duy phê phán và cách giải quyết vấn đề, khuyến khích người chơi không coi trò chơi này như một game bắn súng đơn giản. Khi đạt được trạng thái Silent Assassin qua nhiều nhiệm vụ thì người chơi được thưởng thêm một loại vũ khí bổ sung. Số vũ khí này, cộng với những món đồ được tìm thấy ở các màn chơi trước, có thể được đưa vào các loại vũ khí trong tương lai, cho phép người chơi sở hữu các phương tiện khác nhau để hoàn thành nhiệm vụ. Những loại vũ khí lớn như súng trường và shotgun không thể che giấu được, do đó người chơi phải mặc đồ riêng biệt để phù hợp với loại vũ khí hoặc đảm bảo không ai thấy người chơi sử dụng nó.

## Phát triển
Một trong những lời chỉ trích phàn nàn chính về phiên bản đầu tiên là nó đã không thể tiếp cận được với hầu hết người chơi do tính chất không thân thiện của nó. Bất chấp những vấn đề với phiên bản đầu tiên, nó đã cho thấy tiềm năng về lối chơi và công nghệ cơ bản. Những cải tiến dành cho AI của game và các màn chơi mới được làm lại nhỏ hơn và tập trung hơn. Các vật phẩm bổ sung sẽ có sẵn trong phần thứ hai bao gồm chloroform âm thầm hạ gục kẻ thù và một cây nỏ có thể giết chết đối thủ một cách thầm lặng. Câu chuyện ban đầu trong game sẽ diễn ra sau các sự kiện của bản đầu tiên. Sau khi nghe những thay đổi dự tính dành cho Hitman 2, PC Gamer đã tuyên bố vào tháng 12 năm 2001 rằng "Hitman 2 sẽ là tất cả mọi thứ mà chúng tôi hằng mong muốn như người tiền nhiệm của nó – điều đó tạo cho chúng tôi rất nhiều hy vọng."

## Đón nhận
Hitman 2: Silent Assassin đã nhận được đánh giá tích cực. Các trang web tổng hợp kết quả đánh giá GameRankings và Metacritic đã chấm cho ra phiên bản PlayStation 2 số điểm 85.02% và 85/100, phiên bản PC 84.88% và 87/100, phiên bản Xbox 84.63% và 84/100 và phiên bản GameCube 83.47% và 83/100. GameSpot đã chấm cho số điểm 8.6/10, nói rằng nó "sửa chữa hầu như tất cả các vấn đề của người tiền nhiệm của nó" và vẫn là một game "xuất sắc". Electronic Gaming Monthly chấm cho phiên bản GameCube của Hitman 2 số điểm 7/8/8.5: nhà phê bình đầu tiên đã chỉ trích về AI của máy và tóm lược nhiệm vụ của trò chơi, nhưng nói rằng  "cứ mỗi lần tôi vượt qua được những điều vô cùng nguy hiểm và thực hiện đòn hạ sát chí mạng, Hitman 2 chỉ còn là mây bay theo gió"; nhà phê bình thứ ba đã tóm tắt nó như là một "tựa game phiêu lưu hấp dẫn để thưởng cho người chơi bị bệnh".
Mặc dù có 7/8/8.5 điểm do Electronic Gaming Monthly chấm, hình bìa của bản Gamecube cho biết "9/10 Electronic Gaming Monthly Gold Award." Điểm số này được lấy từ lời nhận xét của tạp chí về phiên bản PlayStation 2 một cách sai lầm. Khi đối mặt với kết quả của tờ Electronic Gaming Monthly, Eidos nói rằng nó sẽ loại bỏ số điểm này trong các bản in trong tương lai.
Hitman 2 đã bán được hơn 3,7 triệu bản vào ngày 23 tháng 4 năm 2009. Đến tháng 7 năm 2006, phiên bản PlayStation 2 của Hitman 2 đã bán được 1,1 triệu bản và kiếm được 39 triệu USD tại Mỹ. Next Generation xếp hạng tựa game bán chạy thứ 47 dành cho PlayStation 2, Xbox hay GameCube từ tháng 1 năm 2000 đến tháng 7 năm 2006 tại quốc gia đó. Sự kết hợp doanh số console của Hitman phát hành vào những năm 2000 đã đạt tới 2 triệu chiếc tại Mỹ vào tháng 7 năm 2006. Phiên bản PC và Xbox của Hitman 2 đều nhận được giải thưởng doanh thu "Bạc" từ Entertainment and Leisure Software Publishers Association (ELSPA), cho thấy doanh thu ít nhất 100.000 bản cho mỗi phiên bản tại Vương quốc Anh. ELSPA đã trao cho phiên bản PlayStation 2 của trò chơi chứng nhận "Platinum", với doanh thu ít nhất 300.000 bản trong khu vực.
Hitman 2 được đề cử giải "Game Hành động của Năm" 2002 của Computer Gaming World, cuối cùng giải lại thuộc về trò Medal of Honor: Allied Assault. Các biên tập viên đã viết, "Hitman 2 là một cải tiến lớn so với bản gốc, và đó là một trong những trò chơi hay nhất của năm ngoái ở bất kỳ thể loại nào."

### Tranh cãi
Việc phát hành game đã gây ra tranh cãi do một màn chơi có liên quan đến vụ giết người Sikh bên trong một địa điểm mà họ mô tả là linh thiêng nhất, Harmandir Sahib, nơi hàng trăm người Sikh bị thảm sát vào năm 1984. Một phiên bản được sửa đổi của Silent Assassin cuối cùng đã được phát hành trên tất cả các hệ máy với các chất liệu liên quan bị loại bỏ khỏi trò chơi, tuy vậy phiên bản miễn phí DRM có trên GOG.com thì hoàn toàn không bị kiểm duyệt và bản vá lên 1.01.